# (8165) Gnädig
8165 Gnadig (1990 WQ3) – planetoida z pasa głównego asteroid okrążająca Słońce w ciągu 3,45 lat w średniej odległości 2,28 au. Odkryta 21 listopada 1990 roku.